# Aumatell
Aumatell és una obra de Sobremunt (Lluçanès) inclosa a l'Inventari del Patrimoni Arquitectònic de Catalunya.

## Descripció
Edifici civil orientat a migdia i situat a mà esquerra de la riera del Sorreig.
L' accés a la masia és pel cantó nord passant per un pati interior. Gran Casal que havia tingut un ús primordialment agrícola. S' hi observen moltes reformes i diferents èpoques d' edificació.
El cantó de ponent és totalment nou i en la paret de pedra s' hi troba gravada la data de 1950.

## Història
En una paret de pedra, s' hi observa una gran esquerda produïda pel terratrèmol de l'any 1428.
A finals del segle passat, es va perdre el nom de la casa al passar a propietat d'un capellà.